# Charissa bellieri
Charissa bellieri is een vlinder uit de familie spanners (Geometridae). De wetenschappelijke naam is voor het eerst geldig gepubliceerd in 1913 door Oberthur.
De soort komt voor in Europa.